# Krzywa przeżywalności
Krzywa przeżywalności – graficzna ilustracja statystycznych danych dotyczących liczebności populacji, jej struktury wiekowej i śmiertelności w poszczególnych klasach wiekowych. Dane są gromadzone w tabelach przeżywania, zawierających np. określone dla poszczególnych klas wartości liczby osobników dożywających do początku klasy i ich udział w całej populacji, liczbę należących do każdej klasy osobników umierających i wynikający z tych wartości współczynnik śmiertelności. Kształt krzywych przeżywalności wskazuje, jakie strategie życiowe stosują poszczególne gatunki dla przetrwania populacji w ekosystemie. Umożliwiają oszacowanie średniej długości życia osobników i wskazanie okresu występowania największej śmiertelności.
Obserwowane są trzy zasadnicze typy krzywych przeżywania:

- typ pierwszy – wyróżnia się dużą przeżywalnością osobników młodych i jej spadkiem u osobników starszych (np. duże ssaki, troszczące się o potomstwo),
- typ drugi – charakteryzuje się takim samym prawdopodobieństwem przeżywalności u osobników młodych jak i starszych (np. pewne gatunki ptaków),
- typ trzeci – opisuje najmniejszą przeżywalność osobników najmłodszych (np. grzyby, ikra ryb, gwarantująca przetrwanie gatunku dzięki liczebności potomstwa).

Przebieg krzywych wskazuje, że dla większości gatunków największa śmiertelność występuje w najwcześniejszym okresie życia.
Na wykresach dotyczących populacji konkretnych gatunków na osi odciętych są podawane dokładniej określone klasy wieku, np. wyrażone w latach. Na osi rzędnych zwykle podaje się wartość dziesiętnego logarytmu z liczby osobników w klasach, przyjmując, że kohorta wyjściowa ma wartość 1000 (w demografii bywa też stosowana wartość 10 000). Zależnie od celu badań statystycznych źródłem danych są:
- tabele statyczne, nazywane też tabelami pionowymi, dotyczące aktualnej liczności poszczególnych klas wiekowych,
- tabele pokoleń (generacji), nazywane też tabelami kohort, sporządzane na podstawie informacji o losie grupy o tym samym wieku (np. tabela kohort mężczyzn urodzonych w Anglii w roku 1880).

Wykorzystywanie krzywych przeżywalności ludzi (typ I) do określania przewidywanej długości życia ludzi (np. przez firmy ubezpieczeniowe) jest obciążone błędem związanym m.in. ze zmianami współczynnika śmiertelności, spowodowanymi np. poprawą jakości życia i opieki zdrowotnej.